# ملعب الزاوية
الملعب الأولمبي هو ملعب متعدد الاستخدامات لكن يستخدم غالبا في مباريات كرة القدم لنادي الأولمبي الليبي يقع في الزاوية في ليبيا ويتسع ل14000 متفرج.